# 波尔泰里尼亚
波尔泰里尼亚是巴西米纳斯吉拉斯州的一个市镇。总面积1806.25平方公里，总人口36864人，人口密度20.4人/平方公里。